# 오사다 세이야
오사다 세이야(일본어: 長田 成哉 おさだ せいや[*])는 일본의 배우이다.

## 출연작

### TV 드라마
- 기사룡전대 류소저 - 나다 / 가이소구 역

## 영화
- 기사룡전대 류소저 특별편 메모리 오브 소울메이트 - 나다 / 가이소구 역